# ميخائيل روشيوفيل
ميخايل روشيوفيل (بالهولندية: Mikhail Rosheuvel)‏ (10 أغسطس 1990 بأمستردام في هولندا - ) هو لاعب كرة قدم هولندي في مركز الجناح.

## وصلات خارجية
- ميخائيل روشيوفيل على موقع اتحاد تركيا (لاعب) (الإنجليزية)
- ميخائيل روشيوفيل على موقع قاعدة بيانات كرة القدم.إي يو (الإنجليزية)
- ميخائيل روشيوفيل على موقع Soccerway.com (الإنجليزية)
- ميخائيل روشيوفيل على موقع عالم كرة القدم.نت (الإنجليزية)

لم يتم العثور على روابط لمواقع التواصل الاجتماعي.